# Convento e igreja das Carmelitas (Liétor)
O Convento e igreja das Carmelitas (espanhol: Convento de Carmelitas y la Iglesia) é um convento localizado em Liétor, Espanha. Foi declarada Bien de Interés Cultural em 1981.